# Bromsskärm

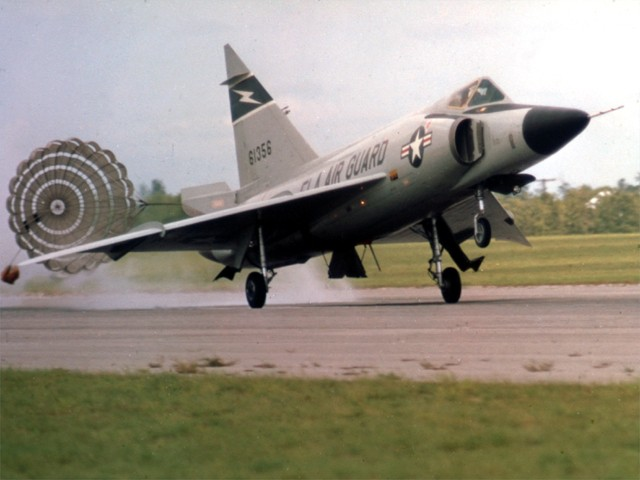
En Convair F-102 Delta Dagger använder en bromsskärm vid landning.

En bromsskärm är sorts fallskärm som används för inbromsning av vissa flygplan och rymdfarkoster, men även av tävlingsfordon inom dragracing. Den har ibland ett hål i mitt av skärmen.
Genom att konstruera farkosten med kraftigare hjulbromsar eller motorer med möjlighet till reversering kan tillräcklig bromsverkan uppnås utan bromsskärm.
Civila flygplan som utrustats med bromsskärm är till exempel:
- Sud Aviation Caravelle
- Tupolev Tu-104
- Tupolev Tu-110
- Tupolev Tu-124
- Tupolev Tu-134
- Tupolev Tu-144

Militära flygplan med bromsskärm:
- Boeing B-52 Stratofortress
- Convair F-102 Delta Dagger
- Jakovlev Jak-28
- Saab 35 Draken

Rymdfarkoster med bromsskärm:
- Buran
- Rymdfärja